# 如意寺 (五條市)
如意寺（にょいじ）は、奈良県五條市野原西にある辯天宗の総本山となる寺院。山号は宇賀山。院号は妙音院。本尊は大辯才天女尊。

## 歴史
1954年（昭和29年）に辯天宗の宗祖の伴侶が住職を務める高野山真言宗の十輪寺の隣接地に建立された。
如意寺の近隣には宗祖である大森智辯の御廟があるほか運営する智辯学園中学校・高等学校がある。

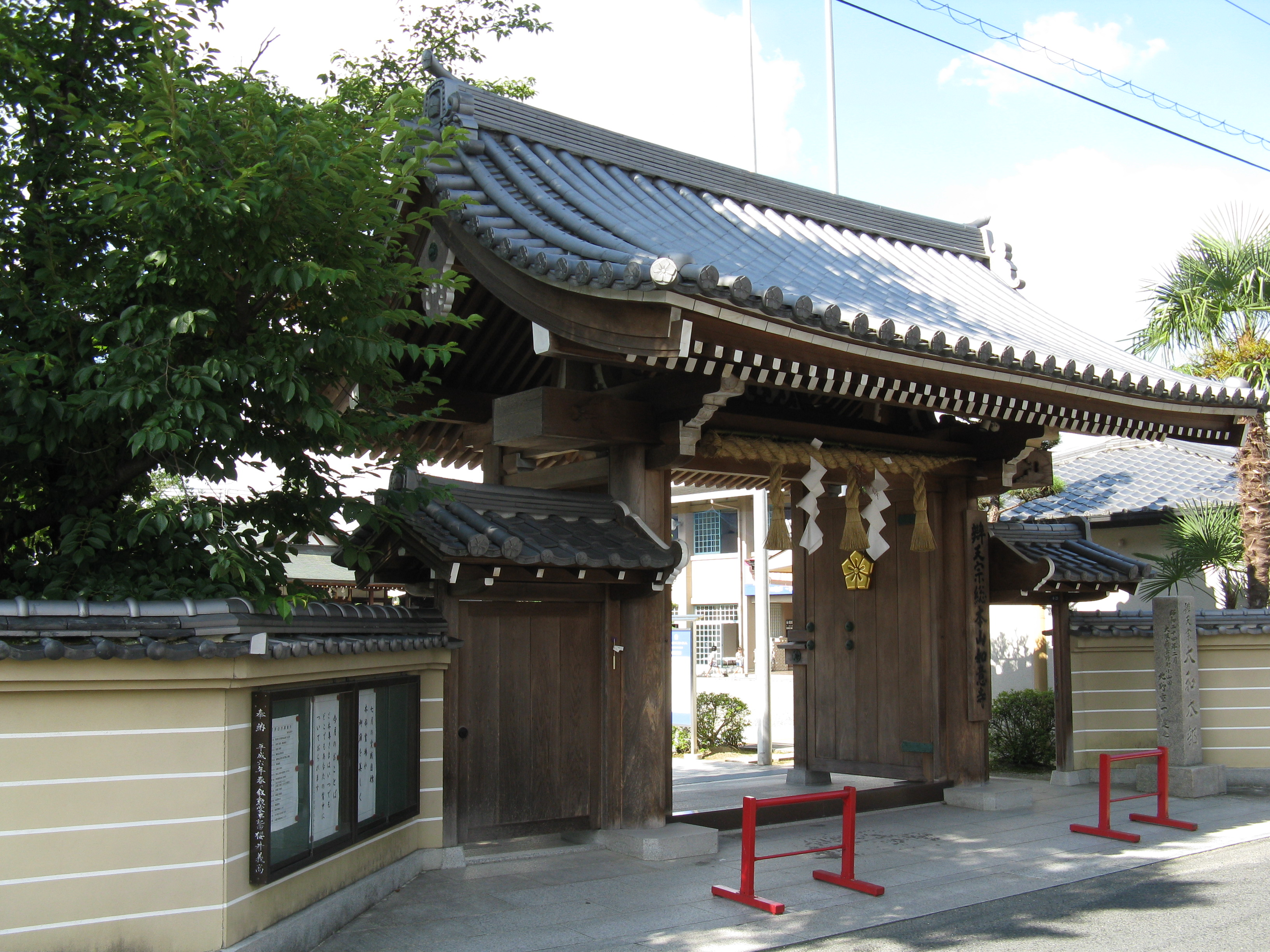
山門
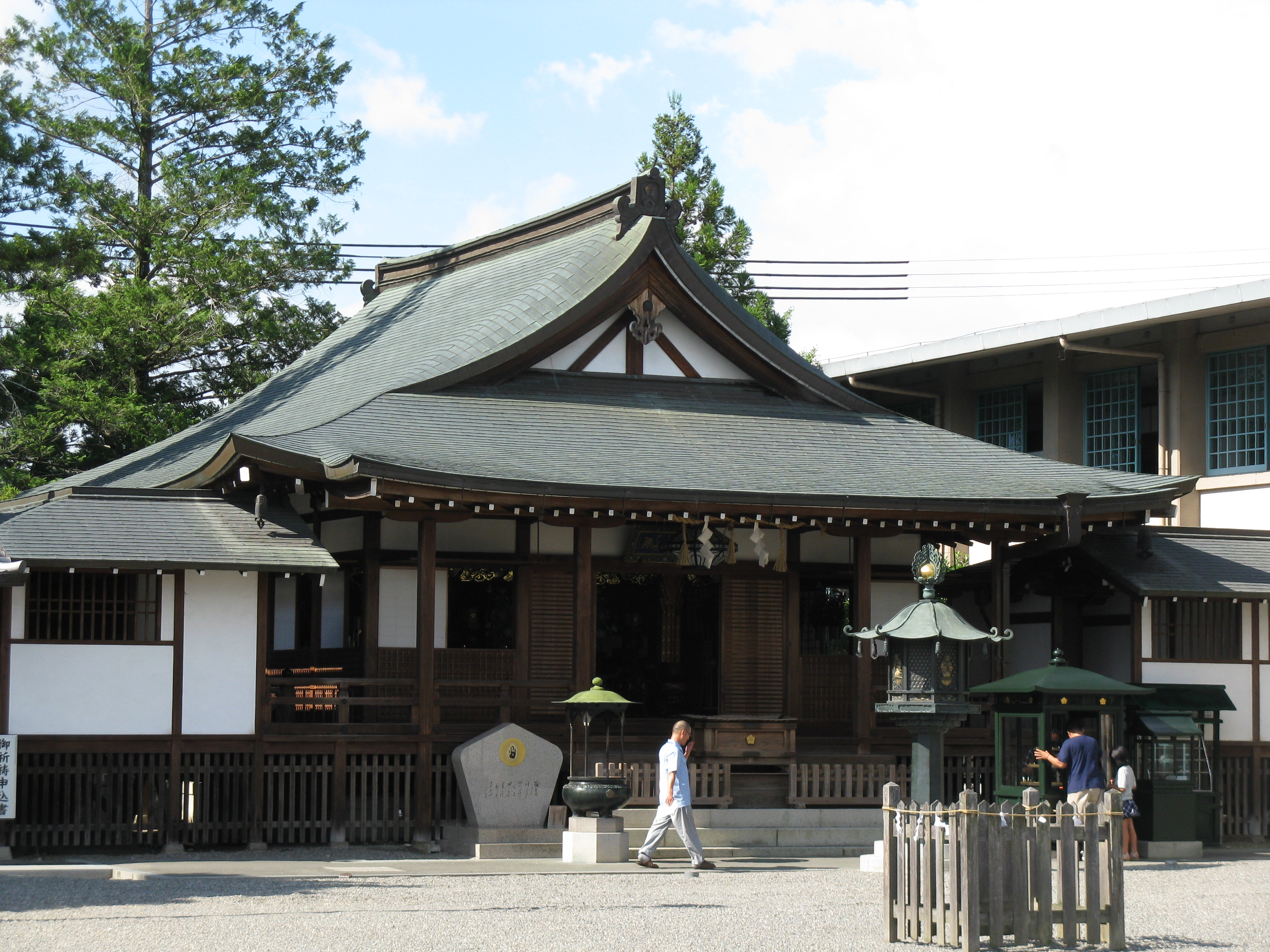
宗祖殿

## 交通
- 京奈和自動車道「五條インターチェンジ」より車で約5分。
- 西日本旅客鉄道「五条駅」より徒歩で約30分[2]。